# Gert Bechlund
Gert Bechlund (født 13. januar 1946 i København) er en dansk civilingeniør, chefkonsulent, dekan og universitetsdirektør samt kaptajn af reserven. Han er ridder af Dannebrog.
Bechlund blev student fra Rødkilde Gymnasium i Vejle 1964 og civilingeniør fra DTH 1972.
Milepæle i hans militære løbebane er, at han blev løjtnant af reserven i 1965 og kaptajn af reserven fra 1995 og frem til 1998.
Han var ansat som amanuensis ved CBS 1972-1977. I 1973 bestod han 1. del af HD ved CBS.
1977-2000 var Bechlund lektor ved CBS. Herunder institutleder DASY 1985-1987 og 1990-1993 og dekan ved Det Erhvervsøkonmiske Fakultet 1994-2000.
I perioden 2000-2006 var han universitetsdirektør for CBS, og 2006-2010 var det campusdirektør.
Bechlund bor på Østerbro, er gift og har tre voksne børn.